# Raymond de Sauvetat
Raymond de Sauvetat (ou plutôt de La Sauvetat), originaire d'Aquitaine, fut évêque d'Osma de 1109 à 1125 à la suite de Pierre de Bourges, puis archevêque de Tolède de 1125 à 1152. Il succéda sur ce dernier siège à Bernard de Sédirac, ou Bernard de La Sauvetat, de même origine que lui, et qui l'avait fait venir en Espagne.
Moine bénédictin, né en Gascogne. En tant qu'évêque, il soutient la traduction à Tolède de textes philosophiques et scientifiques de l'arabe au latin (notamment par Jean de Séville).